# USS Boxer (CV-21)
O USS Boxer (CV-21) foi um porta-aviões da Marinha dos Estados Unidos, pertencente a Classe Ticonderoga.

## História
Construído durante a Segunda Guerra Mundial não chegou a participar deste conflito. Esteve presente na Guerra da Coreia, foi utilizado para o resgate de cápsulas do Programa Apollo. Serviu como navio de transporte de helicópteros durante a Guerra do Vietnam.
|  |  |

O navio foi desativado em 1 de dezembro de 1969 após 25 anos de serviço e vendido como sucata em 13 de março de 1971.